# Josef Maria Amstad
Josef Maria Amstad (voller Name: Johann Josef Maria Amstad) (* 25. September 1846 in Beckenried; † 14. Februar 1926 in Engelberg) war ein Schweizer Politiker. Von 1884 bis 1894 gehörte er dem Ständerat an.

## Leben
Der älteste Sohn von Regierungsrat Joseph Maria Amstad und Regina Christen wurde in Beckenried geboren. In die stark in die Politik eingebettete Verwandtschaft gehören nebst seinem Vater sein Bruder Eduard Amstad (Obergerichtspräsident und Gemeindepräsident von Beckenried) und sein Sohn Hermann Amstad, der Ratsherr war.
Nach seiner obligatorischen Grundschulbildung im Heimatort Beckenried ging er nach Bellinzona zwecks Erlernung des Italienischen. Seine Französischkenntnisse holte er sich durch einen Sprachaufenthalt in Courroux. Danach kehrte er nach Beckenried zurück und stieg ins väterliche Geschäft als Käsehändler, später auch in den Weinhandel ein.
Seine politische Karriere begann 1871 mit dem Einzug in den Kirchenrat. In seiner Heimatgemeinde wurde Amstad 1874 Gemeinderat und leitete die Gemeinde als Gemeindepräsident. Nach seinem Ausstieg aus der Lokalpolitik wegen seines starken Engagements im Beruf und der Ausübung zahlreicher weiterer politischer Ämter war er von 1901 bis 1905 erneut Gemeinderat. 
Amstad stieg bereits 1874 in die Kantonspolitik ein, als er wie sein Vater Landesfähnrich wurde. Bereits 1877 wurde er in den Regierungsrat gewählt, in dem er bis 1883 verblieb. Nach seinem Austritt aus der Kantonsregierung war er zwischen 1883 und 1901 Ratsherr im Landrat des Kantons. 
Auch auf Bundesebene bekleidete Amstad ein politisches Amt, das Amt eines Ständerats. Zwischen dem 4. Juni 1884 und dem 1. April 1894 war er der Ständevertreter des Kantons Nidwalden. Er setzte sich im Bundesparlament sehr stark für den Gewässerschutz (Bachverbauungen) ein.
Seinem Beruf entsprechend war Amstad 1885 Mitbegründer eines Einkaufskartells der Sbrinz-Käsehändler.
Amstad heiratete am 16. Februar 1874 in Zug Anna Maria Zürcher. Aus dieser Ehe stammten acht Kinder (je vier Söhne und Töchter), darunter der Ratsherr Hermann Amstad. Nach dem Tod seiner Gattin heiratete Amstad am 3. Oktober 1890 in Beckenried Rosa Cattani. Aus dieser Ehe stammte eine weitere Tochter. Amstad war zeitlebens ein Freund der Volksbildung und der Künste (Zeichnungsschule) und setzte sich in verschiedenen Vereinen und Stiftungen für deren Anliegen ein.  